# Dior (песня MK)
«Dior» — песня американского диджея и продюсера MK (DJ) (Marc Kinchen) при участии британской певицы Chrystal (Chrystal Jade Ruby Opal Orchard). Она была выпущена 6 июня 2025 года на лейблах Sony Music Entertainment UK и Ultra Records. «Dior» достигла вершины британского чарта синглов UK Singles Chart. За пределами Великобритании «Dior» вошла в первую десятку чартов Ирландии.

## История
Приобретя известность в начале 90-х благодаря таким клубным хитам, как «Burning» и «Always», MK прославился на весь мир своим ремиксом на песню «Push the Feeling On» группы Nightcrawlers, которая продолжает доминировать в хаус-плейлистах и сет-листах диджеев по всему миру. Его работа над ремиксами также помогла песни «Look Right Through» группы Storm Queen занять первое место в 2013 году.
В преддверии нового релиза 52-летний диджей MK исполнял эту песню в нескольких своих сетах 2025 года, в том числе на фестивале Коачелла 2025 и других фестивалях в Австралии и США. «Dior» сочетает в себе «фирменное сочетание глубоких басовых линий» MK со «свежим, проникновенным вокалом» Кристал, в результате чего получился трек в стиле «дэнс-поп».
В ответ на коммерческий успех MK выразил свою благодарность, назвав трек «сумасшедшим» и неожиданным.

## Отзывы
Критики отметили «неотразимо плавный вокал» Кристал, а также похвалила «непринуждённую, крутую, смешивающую глубокие, грувовые биты» композицию. Они пришли к выводу, что песня оправдывает своё название, отметив, что она «источает элегантность и остроту» и сочетает в себе «ночной гламур и высокую моду».

## Коммерческий успех
«Dior» достигла вершины британского чарта синглов UK Singles Chart. Для 52-летнего диджея это его первый чарттоппер в Великобритании. Музыкант почти установил исторический рекорд: от дебюта в официальных чартах с «Always» в январе 1995 года до первого сингла, занявшего первое место в британском чарте прошло 30 лет и 6 месяцев. Тони Кристи удерживает абсолютный рекорд, дебютировав в Топ-40 в 1971 году и впервые возглавив официальный чарт синглов 34 года и 20 месяцев спустя с Питером Кеем в сингле 2005 года «(Is This The Way To) Amarillo?». Оззи Осборн, Майкл Болл и Эрик Клэптон тоже ждали своего чарттоппера более 30 лет. MK не новичок в чартах, имея за плечами множество хитов, включая 3 попадания в британский Top 10 и 6 попаданий в Top 40. «Dior» также стал первым чарттоппером для восходящей певицы из Болтона Chrystal, которая впервые попала в Top 10 в январе с песней «The Days».

## Чарты

### Еженедельные чарты
| Чарт (2025)                                | Высшая позиция |
| ------------------------------------------ | -------------- |
| Австралия (ARIA)                           | 74             |
| Австралия (Dance, ARIA)                    | 3              |
| Ирландия (IRMA)                            | 2              |
| Латвия (Airplay, LaIPA)                    | 3              |
| Литва (AGATA)                              | 33             |
| Литва (TopHit)                             | 15             |
| Нидерланды (Single Top 100)                | 59             |
| Великобритания (OCC UK Singles)            | 1              |
| Великобритания (OCC UK Dance)              | 1              |
| США (Billboard Hot Dance/Electronic Songs) | 18             |

## Сертификации
| Регион                                                                      | Сертификация | Продажи |
| --------------------------------------------------------------------------- | ------------ | ------- |
| Великобритания (BPI)                                                        | Серебряный   | 200 000 |
| Данные о продажах + прослушиваниях приведены только на основе сертификации. |              |         |